# Kings Highway (stacja metra na Sea Beach Line)
Kings Highway – stacja metra nowojorskiego, na linii N. Znajduje się w dzielnicy Brooklyn, w Nowym Jorku i zlokalizowana jest pomiędzy stacjami Bay Parkway i  Avenue U. Została otwarta 22 czerwca 1915.